# Liliana Năstase
Liliana Alexandru (în timpul căsătoriei Liliana Năstase, n. 1 august 1962, Vânju Mare, România) este o fostă atletă română ce a concurat în probele de heptatlon și de 100 de metri obstacole.

## Biografie
Ea este cunoscută în special pentru medalia de aur de la Campionatele mondiale de Atletism în sală din 1993. În plus a cucerit medalia de argint la Campionatul Mondial din 1991 și aurul la Campionatul European în sală din 1992. De două ori a participat la Jocurile Olimpice.
Ea deține recordurile naționale atât la heptatlon cât și la pentatlon în sală.
După retragerea sa din activitate a devenit antrenoare și a pregătit-o pe Ionela Târlea.
În 1993 primește titlul de Maestră a Sportului, în 1994 pe cel de Maestră Emerită a Sportului și în 2002 pe cel de  Antrenoare Emerită. În 2004 ea a fost decorată cu Ordinul „Meritul Sportiv” clasa a II-a cu o baretă.

## Rezultate
| An   | Competiție                   | Locație             | Loc | Eveniment     | Note  |
| ---- | ---------------------------- | ------------------- | --- | ------------- | ----- |
| 1985 | Universiada                  | Kobe, Japonia       | 2   | Heptatlon     | 6313  |
| 1987 | Universiada                  | Zagreb, Iugoslavia  | 1   | Heptatlon     | 6364  |
| 1987 | Campionatul Mondial          | Roma, Italia        | 5   | Heptatlon     | 6325  |
| 1989 | Universiada                  | Duisburg, Germania  | 5   | Heptatlon     | 6170  |
| 1990 | Campionatul European         | Split, Iugoslavia   | –   | Heptatlon     | NT    |
| 1991 | Campionatul Mondial          | Tokio, Japonia      | 2   | Heptatlon     | 6493  |
| 1991 | Campionatul Mondial          | Tokio, Japonia      | 22  | 100 m garduri | 13,41 |
| 1992 | Campionatul European în sală | Genova, Italia      | 1   | Pentatlon     | 4701  |
| 1992 | Jocurile Olimpice            | Barcelona, Spania   | 4   | Heptatlon     | 6619  |
| 1992 | Jocurile Olimpice            | Barcelona, Spania   | 22  | 100 m garduri | 13,33 |
| 1993 | Campionatul Mondial în sală  | Toronto, Canada     | 1   | Pentatlon     | 4686  |
| 1993 | Campionatul Mondial în sală  | Toronto, Canada     | 18  | 60 m garduri  | 8,33  |
| 1993 | Campionatul Mondial          | Stuttgart, Germania | 17  | 100 m garduri | 13,41 |
| 1994 | Campionatul European în sală | Paris, Franța       | 4   | Pentatlon     | 4620  |
| 1994 | Campionatul European în sală | Paris, Franța       | 13  | 60 m garduri  | 8,17  |
| 1995 | Campionatul Mondial în sală  | Barcelona, Spania   | 5   | Pentatlon     | 4447  |
| 1995 | Campionatul Mondial în sală  | Barcelona, Spania   | 20  | 60 m garduri  | 8,28  |
| 1996 | Campionatul European în sală | Stockholm, Suedia   | 8   | Pentatlon     | 4366  |
| 1996 | Jocurile Olimpice            | Atlanta, SUA        | 22  | Heptatlon     | 5847  |
| 2000 | Campionatul European în sală | Gent, Belgia        | 8   | Pentatlon     | 4321  |

## Recorduri personale
| Probă             | Performanță | Dată              | Locație   |
| ----------------- | ----------- | ----------------- | --------- |
| Heptatlon         | 6619 RN     | 2 august 1992     | Barcelona |
| Pentatlon în sală | 4753 RN     | 10 februarie 1993 | Bacău     |